# Pel di carota (film 1932)
Pel di carota (Poil de carotte) è un film del 1932 diretto da Julien Duvivier, tratto dal romanzo Pel di carota di Jules Renard. Il regista Julien Duvivier aveva già diretto una edizione muta del film, con lo stesso titolo, nel 1925.

## Differenze tra romanzo e pellicola
Nel romanzo autobiografico di Jules Renard, pubblicato nel 1894, Pel di carota è il nomignolo di un fanciullo di circa dodici anni, non amato dalla madre (Madame Lepic), vittima in casa del fratello maggiore Félix e della sorella Ernestine, il quale si difende come può ricorrendo alla bugia o alla delazione, o compiendo addirittura atti di crudeltà verso gli animali; uniche persone che lo amano: il suo padrino, la cuginetta Mathilde, e suo padre (Monsieur Lepic), il quale tuttavia nel romanzo appare alquanto restio nel manifestare affetto o comprensione al ragazzo. Nel romanzo si accenna anche a un tentativo di suicidio da parte di Pel di Carota.
Renard, il quale non fu pienamente contento del romanzo, ne pubblicò nel 1900 una riduzione teatrale nella quale, rispetto al romanzo, il giovane protagonista è più grande d'età (circa sedici anni), mancano alcuni personaggi che svolgono un ruolo di primo piano nel romanzo (Félix, Ernestine, il padrino), mentre il padre ha il ruolo del protagonista.
In questo film, di cui Julien Duvivier fu sceneggiatore oltre che regista, sono presenti tutti i personaggi del romanzo, ma il giovane protagonista è sedicenne, come nella commedia. Nel film il tentato suicidio di Pel di carota, un episodio appena accennato nel romanzo, diventa un evento cruciale: è seguito da un colloquio fra Monsieur Lepic e Pel di carota nel quale si mette in evidenza l'esistenza di un forte rapporto d'affetto fra i due. Nel romanzo di Renard, ma non nella sua riduzione teatrale, questo rapporto resta invece quasi sempre inespresso.

## Accoglienza
Il critico cinematografico Aldo Tassone giudica il film di Duvivier «un capolavoro del cinema adolescenziale».